# Neoneura sylvatica
Neoneura sylvatica là loài chuồn chuồn trong họ Protoneuridae. Loài này được Hagen in Selys mô tả khoa học đầu tiên năm 1886.